# 網・網インタフェース
網・網インタフェース（もう・もうインタフェース、NNI;Network Network Interface）とは、広域ネットワーク同士を接続するためのインターフェース仕様のことである。ネットワーク ネットワーク インタフェースともいう。
ATM（非同期転送モード）のフレームリレーによって用いられる方式で、ネットワークの接続点となるスイッチ同士を接続するために使用されている。ネットワーク同士を接続するNNIに対して、ネットワークと個々のユーザーとを接続するためのインターフェースは、ユーザ・網インタフェース(UNI)と呼ばれる。
| スタブアイコン | サブスタブ | この項目は、まだ閲覧者の調べものの参照としては役立たない、コンピュータに関連した書きかけの項目です。この項目を加筆・訂正などしてくださる協力者を求めています（P:コンピュータ）。 |